# Таррес, Хорди (футболист)
Хорди Таррес Парамо (исп. Jordi Tarrés Páramo; 16 марта 1981, Барселона, Испания) — гонконгский футболист, нападающий клуба «Ли Ман». Выступал за сборную Гонконга.

## Биография

### Клубная карьера
Родился в Барселоне в семье бывшего футболиста Исидоро Тарреса. Является воспитанником клуба «Эспаньол», но на взрослом уровне начинал играть в любительском клубе «Игуалада», где тренировал его отец. С 1999 стал выступать за фарм-клуб «Эспаньола» «Эспаньол Б». Вторую часть сезона 2000/01 провёл в аренде в клубе испанской Терсеры «Корнелья», затем ещё сезон отыграл за «Эспаньол Б». После ухода из «Эспаньола» несколько лет продолжал выступать за команды Сегунды Б, был игроком клубов «Сабадель», «Эркулес», «Террасса» и «Лорка Депортива». Последние два сезона в Испании отыграл в Терсере, в сезоне 2008/09 вернулся в «Эспаньол Б», а сезон 2009/10 провёл в «Оспиталете».
Летом 2010 года вместе с группой испанских футболистов подписал контракт с клубом чемпионата Гонконга «Китчи». В первый же сезон в новом клубе стал чемпионом страны и лучшим бомбардиром чемпионата, забив 12 голов в 15 матчах. В составе «Китчи» выступал вплоть до конца сезона 2018/19 (с перерывом на сезон 2016/17 и начало сезона 2017/18), 5 раз стал чемпиона Гонконга и столько же раз выиграл национальный кубок. 25 мая 2019 года стало известно, что Таррес покидает клуб.
После ухода из «Китчи» подписал контракт с клубом «Ли Ман».

### Карьера в сборной
В 2017 году, после 7 лет выступления в чемпионате Гонконга, Таррес получил местный паспорт и 5 октября 2017 года дебютировал за сборную Гонконга в товарищеском матче со сборной Лаоса, в котором отметился забитым голом. Интересно, что в этом же матче за сборную Гонконга дебютировали два других испанца и одноклубника Тарреса Дани Кансела и Фернандо Ресио. Несколько дней спустя, 10 октября вновь забил гол за сборную в матче отборочного турнира Кубка Азии 2019 против Малайзии
Всего провёл за сборную Гонконга 5 матчей и забил 2 гола.

## Достижения
«Китчи»
- Чемпион Гонконга (5): 2010/2011, 2011/2012, 2013/2014, 2014/2015, 2017/2018
- Обладатель Кубка Гонконга (5): 2011/2012, 2012/2013, 2014/2015, 2017/2018, 2018/2019

### Личные
- Лучший бомбардир чемпионата Гонконга: 2010/2011 (вместе с Махосонке Бенгу по 12 голов)